# Krysa obecná
Krysa obecná (Rattus rattus) je středně velký hlodavec z čeledi myšovitých, který je často zaměňovaný s potkanem. Oproti němu má delší ocas a uši, ale celkově je subtilnější.
Krysa je obvykle tmavě zbarvená. Měří (bez ocasu) do 250 mm a váží do 250 g. Žije v sušších částech lidských obydlí a jiných staveb ve větších skupinách zahrnujících až 60 jedinců. Rozmnožuje se 2–3× ročně po celý rok. Nejaktivnější je za soumraku. Je všežravec, ale výrazně u ní převažuje rostlinná potrava – zrní, brambory, ovoce i zelenina.
Je rozšířená prakticky ve všech teplejších oblastech světa; v Evropě je těžištěm jejího výskytu Středomoří, ale žije prakticky všude kromě Skandinávie. V Česku žije v povodí Labe v severních a středních Čechách. Její areál zde se pozvolna rozšiřuje. Mezinárodní unií pro ochranu přírody IUCN byla v roce 2000 zařazena mezi 100 nejhorších invazních druhů světa.

## Popis
Krysa obecná je typický myšovitý hlodavec. Je dlouhá 160–235 mm, její ocas měří 185–255 mm a je na něm 220–290 okrouhlých rohovitých prstenců (kroužků). Velikost zadních tlapek činí 29–40 mm, uši mají 22–26,5 mm. Váží 130–250 g.
Krysy žijící v Česku jsou různě zbarvené. Většinou jsou celé tmavé: černé nebo břidlicově šedé na hřbetě i na břiše. Mohou však být i šedohnědé se světlejším nebo přímo bílým břichem a vyskytují se i jedinci rezavě hnědí se světlejším břichem.

### Odlišení od potkana
Krysa je obvykle o trochu méně mohutná než potkan. Její zbarvení bývá více do černa, zatímco potkan je spíše šedohnědý až hnědý. Pro odlišení obou druhů lze použít následující konkrétní znaky:

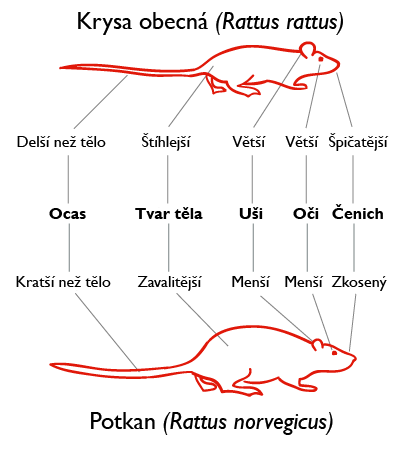
Porovnání hlavních rozdílů

- Ocas: krysa má dlouhý, štíhlejší a jednobarevný ocas, který je delší než tělo nebo aspoň stejně tak dlouhý.[6] Oproti tomu u potkana je ocas zejména u kořene výrazně silnější a jeho povrch je šupinatý. Shora bývá tmavší než ve spodní části.[7]
- Uši: krysa má výrazně větší uši které přehnuté dopředu dosahují až k oku, boltce jsou takřka holé.[4]
- Oči: krysy mají oči větší než potkani.
- Hlava: krysa má hlavu vpředu špičatější, zatímco potkan více zaoblenou. Na lebce lze také najít výraznější rozdíl – mozkovna krysy má hruškovitý tvar, zatímco u potkana jsou obě boční strany mozkovny rovné a rovnoběžné.
- Mléčné bradavky: samice krys mají 5 párů mléčných bradavek oproti 6 párům u samic potkanů.[5]

Rozdíl je také v chování obou druhů: krysa vyhledává jen sušší polohy, zatímco potkan spíše vlhčí. Celkově krysa svým chováním – v hnízdě a jeho okolí – působí čistotnějším dojmem. Krysy mají skvěle vyvinutý čich.

## Rozšíření
Pochází pravděpodobně z jihu Asie, z oblastí jižně od Himálaje. V polovině 20. století se předpokládalo, že její původní vlastí je jihovýchodní Asie a přilehlé oblasti v Číně; nyní se však její výchozí areál omezuje jen na Indický poloostrov a Cejlon.
Odtud se krysa rozšířila do všech teplejších oblastí světa. Počáteční fázi expanze se dosud nepodařilo uspokojivě popsat. Do Severní Ameriky se dostala zřejmě na lodích dobyvatelů – je zde doložena od roku 1540.

### Evropa
V Evropě je doložena už koncem 2. tisíciletí př. n. l. ze Středomoří (Sardinie a Korsika). Odtud se s rozšiřováním Říše římské dostávala dále do západní a střední Evropy. Na dnešním německém a rakouském území je doložena už z 2. století n. l. a na Britské ostrovy se dostala o 1 až 2 století později.
Ve 20. století začala z chladnějších evropských oblastí ustupovat - v Německu zmizela např. z Vestfálska a její současný výskyt ve Velké Británii je sporadický, i když atlas evropských savců uvádí, že zde přežívá ve velkých přístavech. Zatímco v chladnějších evropských oblastech krysa spíše mizí, do některých jiných naopak proniká: v Čechách se rozšiřuje podél Labe, v Polsku podél Odry a v Maďarsku podél Dunaje.
Přes částečné zmenšování jejího teritoria žije krysa nyní prakticky ve všech evropských zemích. Těžiště jejího výskytu je ve Středomoří, v přímořských oblastech a ve větších přístavech. Nejseverněji byla zjištěna na Špicberkách. Chybí ve Finsku, Norsku, Švédsku, na Islandu a pravděpodobně i na Slovensku. Situace ve východní Evropě není jasná.

### České území

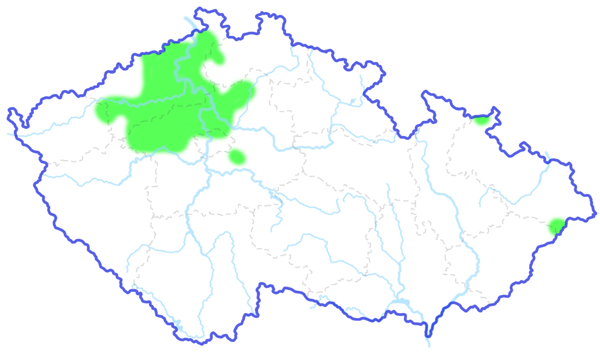
Rozšíření krysy obecné v České republice

V českých zemích byla nalezena v raně středověkých vykopávkách na Pražském hradě (10. – 13. století). V období vrcholného středověku byla rozšířena již na mnoha místech zejména v Čechách (Tábor, Krašov na Plzeňsku, Tetín na Berounsku) – tedy i na těch, kde nyní nežije. Byla nalezena v pětině archeologických nalezišť.
Později začala krysa z českého území ustupovat. Dříve se uvažovalo, že se tak stalo rozšiřováním přizpůsobivějších potkanů, ale bylo to způsobeno spíše přechodem od sušších dřevěných staveb (pro krysy optimálních) ke kamenným a cihlovým stavbám s vlhčími sklepy a později i kanalizací. Navíc potkani začali do českých zemí pronikat až v 18. století – tedy v dobách, kdy byla krysa již na ústupu.
Krysa se do Českých zemí začala rozšiřovat opět koncem 19. století především říční lodní dopravou. V roce 1879 byla zjištěna v Děčíně, o 35 let později v Mělníce a v roce 1929 byla objevena i v Praze. Podle posledních poznatků (první desetiletí 21. století) žije krysa obecná především v severních a středních Čechách v území od Loun a Rakovníka na západě po Českou Lípu a Mladou Boleslav na východě až po Prahu na jihu. Oblast jejího výskytu se pomalu rozšiřuje – v roce 2000 byla nalezna na jih od Prahy v Říčanech.
Krysy zde rozšiřovala nejen lodní doprava, ale i rozvoz potravin a krmiv. Kromě toho krysy osidlovaly nová území i samy aktivně. Vliv na jejich šíření mohl ve 20. století mít i rozvoj ovocnářství, kdy sklady poskytovaly krysám množství jejich oblíbené potravy.
Na Moravě a ve Slezsku se populace krysy také v novověku snižovaly, ale krysa zde zřejmě ostrůvkovitě přežívala až do začátku 20. století (poslední nález je z Fryštáku v roce 1922). Její výskyt zde však nebyl systematicky sledován. Z posledního období existuje jediný nález z roku 1983 z Beskyd (Čeladná).
V roce 2016 byl zaznamenán případ, kdy na následky kousnutí krysy zemřel v Česku člověk.

## Způsob života

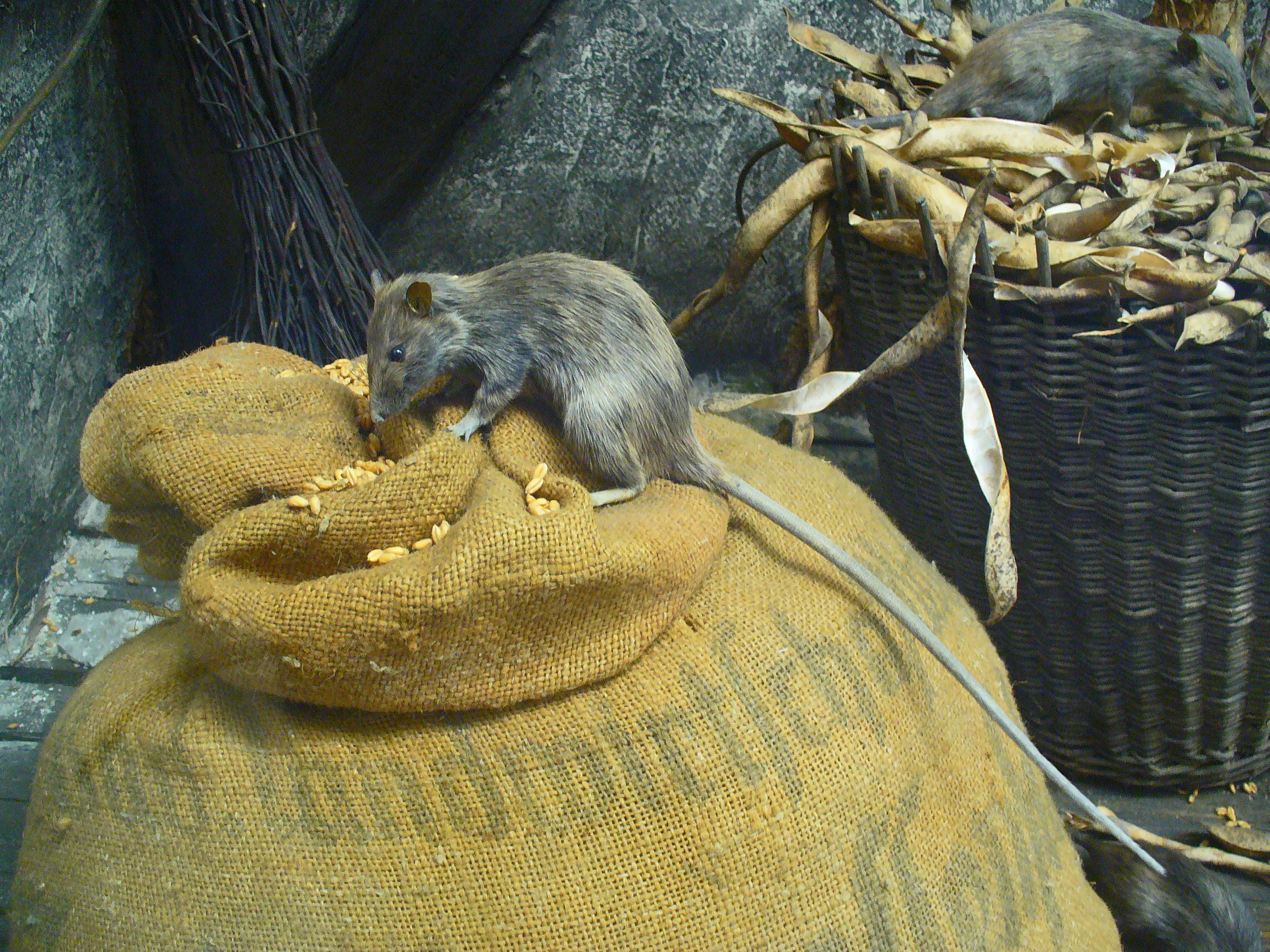
Krysa na pytli s obilím. Na snímku je vidět zejména její dlouhý ocas.

Krysa je stejně jako příbuzný potkan synantropní hlodavec – žije tedy v lidských obydlích nebo blízko nich. Původně jde však o stromový druh, který se soužití s člověkem přizpůsobil až později. V Česku se však ve volné přírodě nevyskytuje – byla pozorována v ovocných sadech během dozrávání ovoce, ale jen poblíž budov. Obdobné to je i v ostatních evropských zemích, pouze ve Středomoří se vyskytuje i ve volné přírodě.
Krysa obecná je oproti potkanovi suchomilný druh. Z tohoto i předchozího důvodu se proto krysa vyskytuje spíše na vyšších místech domů: na půdách, v sýpkách, ve vyšších patrech apod. Hnízda, ke kterým přináší i své zásoby, si staví v různých úkrytech budov. Hnízda jsou vystlaná směsí papíru, vlny a rostlinných vláken. Třetina z nich byla zaznamenána v sýpkách, mlýnech, skladech ovoce a dalších zemědělských plodin (např. olejnin). Další se vyskytovala v kravínech a drůbežárnách (zde někdy i masově), ale i v obytných budovách, kůlnách a podobných stavbách. V okolí hnízd se pohybují po stále stejných cestičkách, které si označují pachovými značkami. Tím si vymezuje svoje území proti příslušníkům jiných skupin.
Je aktivní po celý rok – stejně jako ostatní myšovití hlodavci se neukládá k zimnímu spánku. Velmi dobře šplhá – často se pohybuje po kabelech elektrického vedení nebo potrubích. Nejaktivnější je po západu a před východem Slunce. Žije ve skupinách, které mají 20–60 jedinců; uvádí se však i 60–90 zvířat. Tyto skupiny nejsou nijak hierarchicky uspořádané a i jednotlivé páry nejsou příliš soudržné.
Nevyjasněn je vznik tzv. krysích králů, kdy se několik zvířat vzájemně zaplete ocasy. Obvykle se nemohou odtrhnout a uhynou. Je popsán případ, kdy se takto svázalo 32 krys.
Vzhledem k své teplomilnosti se v Česku vyskytuje pouze v nižších polohách obvykle do 400 m n. m. Nejvýše byla objevena v Krásném Lese v Krušných horách (610 m).

### Potrava
Potrava krysy obecné – obdobně jako ostatních myšovitých hlodavců – je z větší části rostlinná. Její přesnější složení závisí na tom, kde krysa žije. Konzumuje především dužnaté plody, zrní, brambory, zeleninu nebo zelené části rostlin. Živočišná potrava zaujímá menší podíl než u potkanů. Škodí více nebo méně podle toho, jaký druh potravy ve svém okolí najde: z hospodářských produktů konzumuje obilí, brambory, zeleninu nebo krmné směsi (šrot).
V některých zemích jejího původního výskytu – v jihovýchodní Asii – domorodci krysy chytají a jedí.

### Rozmnožování
Krysy se rozmnožují po celý rok, ovšem v Česku velká část mláďat ze zimních vrhů hyne vlivem nízkých teplot. Ve vrhu je obvykle 6–8 mláďat, byly však popsány i vrhy s 16 mláďaty. Samice je březí 21–23 dnů, mláďata se rodí s hmotností kolem 5 g, začínají vidět v 14–16 dnech. Pohlavně dospívají ve 3 měsících při váze asi 100 g.
Krysy se v přirozených podmínkách dožívají stáří jen 2 – 2,5 roku. Oproti jiným známým myšovitým hlodavcům nedosahuje krysa tak vysoké plodnosti – samice mívají za celý život jen 4–5 vrhů.

### Nemoci
Stejně jako potkan přenáší i krysa obecná infekční choroby. V jihovýchodní Asii přenáší např. jeden z hantavirů – Seoul virus.
Vliv krys z tohoto hlediska nebyl zatím v Česku vzhledem k jejich dosud malému rozšíření podrobněji zkoumán. Obecně je považována za bacilonosiče, zvláště v případě morových epidemií v minulých stoletích. Od 20. století je za nebezpečnějšího přenašeče infekčních nemocí považován potkan.

### Nepřátelé
Krysy jsou v Česku potravou sov a lasicovitých šelem. Podrobněji nebyly tyto vztahy sledovány, pouze bylo zjištěno, že v potravě sov pálených tvoří krysy méně než 1 %.